# Nickerie Voetbal Bond
De Nickerie Voetbal Bond (NVB) is een lokale voetbalbond in Suriname. Net als een aantal andere lokale voetbalbonden, is de NVB aangesloten bij de Surinaamse Voetbal Bond.
De geschiedenis begint circa de jaren 1930 toen de arts H.C. van Ommeren de Sport Bond Nickerie (SBN) oprichtte voor voetbal- en cricketverenigingen. Later werd de bond opgesplitst in de NVB en de CBN (Cricket Bond Nickerie). De bondsvoorzitter is sinds 1994 Asraf Peerkhan.
De bond is eigenaar van het voetbalstadion Asraf Peerkhan Stadion in Nieuw-Nickerie, waar meerdere clubs hun thuiswedstrijden spelen. Aangesloten clubs zijn onder meer SV Prakash, SV Santos en PSV Nickerie.